# Uwe Busse/Diskografie
Diese Diskografie ist eine Übersicht über die musikalischen Werke des deutschen Schlagersängers, Komponisten und Musikproduzenten Uwe Busse und seiner Pseudonyme wie Peter Tobias. Den Quellenangaben zufolge verkaufte er bisher mehr als 20 Millionen Tonträger. Seine erfolgreichste Veröffentlichung ist die Single 7 Sünden für DJ Ötzi und Marc Pircher mit über 150.000 verkauften Einheiten.

## Alben

### Studioalben
| Jahr | Titel                     | Höchstplatzierung, Gesamtwochen, AuszeichnungChartplatzierungen (Jahr, Titel, Platzierungen, Wochen, Auszeichnungen, Anmerkungen) | Höchstplatzierung, Gesamtwochen, AuszeichnungChartplatzierungen (Jahr, Titel, Platzierungen, Wochen, Auszeichnungen, Anmerkungen) | Höchstplatzierung, Gesamtwochen, AuszeichnungChartplatzierungen (Jahr, Titel, Platzierungen, Wochen, Auszeichnungen, Anmerkungen) | Anmerkungen                          |
| Jahr | Titel                     | DE | AT | CH | Anmerkungen                          |
| ---- | ------------------------- | --- | --- | --- | ------------------------------------ |
| 1989 | Nimm Dir Zeit zum Träumen | — | — | — | Erstveröffentlichung: April 1989     |
| 2003 | Ich habe einen Traum      | — | — | — | Erstveröffentlichung: 28. April 2003 |
| 2004 | Kleine Sommersünden       | DE93 (2 Wo.)DE | — | — | Erstveröffentlichung: 13. April 2004 |
| 2005 | Jetzt erst recht          | — | — | — | Erstveröffentlichung: 11. April 2005 |
| 2006 | Herzgeflüster             | — | — | — | Erstveröffentlichung: 4. August 2006 |
| 2009 | Zärtlicher Tyrann         | DE69 (1 Wo.)DE | — | — | Erstveröffentlichung: 12. Juni 2009  |
| 2011 | Schlaflos                 | DE35 (1 Wo.)DE | — | — | Erstveröffentlichung: 27. Mai 2011   |
| 2013 | Gelebte Träume            | DE38 (1 Wo.)DE | — | — | Erstveröffentlichung: 21. Juni 2013  |
| 2014 | Applaus für Dich          | DE80 (1 Wo.)DE | — | — | Erstveröffentlichung: 18. Juli 2014  |
| 2018 | Regenbogenland            | DE82 (1 Wo.)DE | — | — | Erstveröffentlichung: 25. Mai 2018   |

### Kompilationen
| Jahr | Titel                                       | Höchstplatzierung, Gesamtwochen, AuszeichnungChartplatzierungen (Jahr, Titel, Platzierungen, Wochen, Auszeichnungen, Anmerkungen) | Höchstplatzierung, Gesamtwochen, AuszeichnungChartplatzierungen (Jahr, Titel, Platzierungen, Wochen, Auszeichnungen, Anmerkungen) | Höchstplatzierung, Gesamtwochen, AuszeichnungChartplatzierungen (Jahr, Titel, Platzierungen, Wochen, Auszeichnungen, Anmerkungen) | Anmerkungen                         |
| Jahr | Titel                                       | DE | AT | CH | Anmerkungen                         |
| ---- | ------------------------------------------- | --- | --- | --- | ----------------------------------- |
| 2008 | Einfach Sehnsucht – Das Beste von Uwe Busse | DE78 (2 Wo.)DE | — | — | Erstveröffentlichung: 14. März 2008 |

Weitere Kompilationen
- 2009: Sehnsucht hat einen Namen
- 2009: Star Edition
- 2012: Glanz Lichter

## Singles

### Als Leadmusiker
| Jahr | Titel Album                            | Höchstplatzierung, Gesamtwochen, AuszeichnungChartplatzierungen (Jahr, Titel, Album, Platzierungen, Wochen, Auszeichnungen, Anmerkungen) | Höchstplatzierung, Gesamtwochen, AuszeichnungChartplatzierungen (Jahr, Titel, Album, Platzierungen, Wochen, Auszeichnungen, Anmerkungen) | Höchstplatzierung, Gesamtwochen, AuszeichnungChartplatzierungen (Jahr, Titel, Album, Platzierungen, Wochen, Auszeichnungen, Anmerkungen) | Anmerkungen                          |
| Jahr | Titel Album                            | DE | AT | CH | Anmerkungen                          |
| ---- | -------------------------------------- | --- | --- | --- | ------------------------------------ |
| 2004 | Horst ist ein Held Kleine Sommersünden | DE74 (9 Wo.)DE | — | — | Erstveröffentlichung: 13. April 2004 |

Weitere Singles
| - 1985: Ein Herz, das weint - 1985: Ich denke oft an Claudia - 1986: Wie ein Engel in der Nacht - 1987: Heut geht mein Herz - 1987: Montego Bay - 1988: Gloria - 1988: Blume von Hawaii - 1989: Buenos dias weiße Taube - 1989: Deine Tränen küsst der Wind - 1990: Angela - 1991: Wenn es Nacht wird - 1992: Ein Herz voll Zärtlichkeit - 2002: Das geht vorbei - 2003: Lieber Gott (Die Macht der Träume) - 2003: Sieben Sünden - 2004: Die Hormone fahren Achterbahn - 2004: Merci mon Amour (Geheime Leidenschaft) (mit Simone) - 2005: Schöne Mädchen haben große Handtaschen - 2005: Sommer ’76 - 2005: Jahrmarkt der Träume - 2005: Mayday – Fallschirm für dein Herz - 2006: Hand aufs Herz | - 2006: Donnerwetter - 2006: König der Welt (Gott hat viele Namen) - 2007: Genau wie du - 2008: Einfach Sehnsucht - 2009: Zärtlicher Tyrann - 2009: Tanz mit dem Wind - 2010: Einer schaute immer durch das Schlüsselloch - 2010: Die Liebe hat ein eigenes Gesicht - 2010: Träume können fliegen - 2011: Liebe beginnt - 2011: Nur zu Gast auf dieser Welt - 2011: Schlaflos - 2012: Die Zeit der Schmetterlinge - 2013: Eine Lüge zuviel - 2013: Regenbogenland - 2013: Sowas wie Dich - 2013: Charlie Sonnenschein - 2014: Applaus für Dich - 2014: Himmelsdiamanten - 2014: Wie würdest Du lachen, wie würdest Du weinen - 2015: Hausnummer 30 |

### Als Gastmusiker
- 2011: Fang’ deine Träume ein (Laura Wilde & Uwe Busse)

## Videoalben und Musikvideos

### Videoalben
- 2003: Ich habe einen Traum
- 2008: Star Edition

### Musikvideos
| Jahr | Titel                                        | Regisseur(e)  |
| ---- | -------------------------------------------- | ------------- |
| 2009 | Zärtlicher Tyrann                            | Erik Lattwein |
| 2009 | Tanz mit dem Wind                            | Erik Lattwein |
| 2011 | Nur zu Gast auf dieser Welt                  |               |
| 2013 | Eine Lüge zuviel                             |               |
| 2013 | Regenbogenland                               |               |
| 2013 | So was wie Dich                              |               |
| 2013 | Charlie Sonnenschein                         |               |
| 2014 | Applaus für Dich                             |               |
| 2014 | Wie würdest Du lachen, wie würdest Du weinen |               |
| 2014 | Himmelsdiamanten                             |               |
| 2015 | Hausnummer 30                                |               |

## Autorenbeteiligungen und Produktionen
Uwe Busse als Autor (A) und Produzent (P) in den Charts

| Jahr | Titel Interpretation                               | Höchstplatzierung, Gesamtwochen, AuszeichnungChartplatzierungen (Jahr, Titel, Interpretation, Platzierungen, Wochen, Auszeichnungen, Anmerkungen) | Höchstplatzierung, Gesamtwochen, AuszeichnungChartplatzierungen (Jahr, Titel, Interpretation, Platzierungen, Wochen, Auszeichnungen, Anmerkungen) | Höchstplatzierung, Gesamtwochen, AuszeichnungChartplatzierungen (Jahr, Titel, Interpretation, Platzierungen, Wochen, Auszeichnungen, Anmerkungen) | Anmerkungen                                                |
| Jahr | Titel Interpretation                               | DE | AT | CH | Anmerkungen                                                |
| ---- | -------------------------------------------------- | --- | --- | --- | ---------------------------------------------------------- |
| 1981 | Mama Lorraine A G. G. Anderson                     | DE10 (22 Wo.)DE | — | — | Erstveröffentlichung: April 1981                           |
| 1981 | Mama Lorraine A Andrea Jürgens                     | DE11 (21 Wo.)DE | — | — | Erstveröffentlichung: August 1981                          |
| 1981 | Cheerio A G. G. Anderson                           | DE51 (7 Wo.)DE | — | — | Erstveröffentlichung: Oktober 1981                         |
| 1986 | Ti amo, Maria A G. G. Anderson                     | DE47 (5 Wo.)DE | — | — | Erstveröffentlichung: Januar 1986                          |
| 1986 | Die rote Sonne von Barbados A, P Die Flippers      | DE15 (12 Wo.)DE | AT27 (4 Wo.)AT | — | Erstveröffentlichung: Mai 1986                             |
| 1987 | Mexico A, P Die Flippers                           | DE24 (18 Wo.)DE | — | — | Erstveröffentlichung: 18. Mai 1987                         |
| 1987 | Malaika A, P Die Flippers                          | DE40 (10 Wo.)DE | — | — | Erstveröffentlichung: 21. September 1987                   |
| 1988 | St. Tropez A, P Die Flippers                       | DE44 (17 Wo.)DE | — | — | Erstveröffentlichung: 6. Juni 1988                         |
| 1989 | Lotosblume A, P Die Flippers                       | DE23 (19 Wo.)DE | — | — | Erstveröffentlichung: September 1989                       |
| 1990 | Sieben Tage A, P Die Flippers                      | DE45 (19 Wo.)DE | — | — | Erstveröffentlichung: Juni 1990                            |
| 1991 | Mona Lisa A, P Die Flippers                        | DE69 (13 Wo.)DE | — | — | Erstveröffentlichung: 11. November 1991                    |
| 1992 | Liebeskummer A, P Die Flippers                     | DE73 (3 Wo.)DE | — | — | Erstveröffentlichung: 9. März 1992                         |
| 1992 | Hasta la vista A, P Die Flippers                   | DE56 (8 Wo.)DE | — | — | Erstveröffentlichung: 30. März 1992                        |
| 1992 | Mädchen von Capri A Die Flippers                   | DE64 (8 Wo.)DE | — | — | Erstveröffentlichung: 13. Juli 1992                        |
| 1992 | Im heißen Sand von Rhodos A, P Die Flippers        | DE72 (1 Wo.)DE | — | — | Erstveröffentlichung: 23. November 1992                    |
| 1993 | Angelina A, P Die Flippers                         | DE92 (2 Wo.)DE | — | — | Erstveröffentlichung: 7. Juni 1993                         |
| 1993 | Tanzen unter’m Regenbogen A, P Die Flippers        | DE100 (1 Wo.)DE | — | — | Erstveröffentlichung: 8. November 1993                     |
| 1996 | Rote Sonne, weites Land A, P Die Flippers          | DE96 (1 Wo.)DE | — | — | Erstveröffentlichung: 23. September 1996                   |
| 1997 | Ein Herz aus Schokolade A, P Die Flippers          | DE93 (2 Wo.)DE | — | — | Erstveröffentlichung: 15. September 1997                   |
| 1999 | Der Hit-auf-Hit-Party-Mix A Die Flippers           | DE100 (1 Wo.)DE | — | — | Erstveröffentlichung: 1. Februar 1999                      |
| 1999 | In Venedig ist Maskenball A, P Die Flippers        | DE88 (4 Wo.)DE | — | — | Erstveröffentlichung: 11. Oktober 1999                     |
| 2000 | Der kleine Floh in meinem Herzen A, P Die Flippers | DE89 (3 Wo.)DE | — | — | Erstveröffentlichung: 18. September 2000                   |
| 2001 | Enjoy Your Life A Nicole da Silva                  | DE62 (7 Wo.)DE | — | — | Erstveröffentlichung: 13. August 2001                      |
| 2004 | Horst ist ein Held A, P Uwe Busse                  | DE74 (9 Wo.)DE | — | — | Erstveröffentlichung: 13. April 2004                       |
| 2006 | 7 Sünden A DJ Ötzi & Marc Pircher                  | DE30 Gold · (14 Wo.)DE | AT2 (28 Wo.)AT | CH79 (1 Wo.)CH | Erstveröffentlichung: 24. Februar 2006 Verkäufe: + 150.000 |
| 2011 | Angeline A Groove Coverage                         | DE22 (16 Wo.)DE | AT26 (16 Wo.)AT | — | Erstveröffentlichung: 29. April 2011                       |
| 2016 | Du schaffst das schon A, P Klubbb3                 | DE66 (3 Wo.)DE | AT48 (1 Wo.)AT | — | Erstveröffentlichung: 8. Januar 2016                       |

## Statistik

### Chartauswertung

#### Albumcharts
|                     | DE    | AT     | CH    |
| ------------------- | ----- | ------ | ----- |
| Nummer-eins-Alben   | DE—DE | AT—AT  | CH—CH |
| Top-10-Alben        | DE—DE | AT—AT  | CH—CH |
| Alben in den Charts | DE7DE | AT18AT | CH8CH |

#### Singlecharts
|                       | DE    | AT    | CH    |
| --------------------- | ----- | ----- | ----- |
| Nummer-eins-Singles   | DE—DE | AT—AT | CH—CH |
| Top-10-Singles        | DE—DE | AT—AT | CH—CH |
| Singles in den Charts | DE1DE | AT—AT | CH—CH |

|                       | DE     | AT    | CH    |
| --------------------- | ------ | ----- | ----- |
| Nummer-eins-Singles   | DE—DE  | AT—AT | CH—CH |
| Top-10-Singles        | DE1DE  | AT1AT | CH—CH |
| Singles in den Charts | DE27DE | AT4AT | CH1CH |

|                       | DE     | AT    | CH    |
| --------------------- | ------ | ----- | ----- |
| Nummer-eins-Singles   | DE—DE  | AT—AT | CH—CH |
| Top-10-Singles        | DE—DE  | AT—AT | CH—CH |
| Singles in den Charts | DE18DE | AT2AT | CH—CH |

### Auszeichnungen für Musikverkäufe
Anmerkung: Auszeichnungen in Ländern aus den Charttabellen bzw. Chartboxen sind in ebendiesen zu finden.
| Land/RegionAuszeichnungen für Musikverkäufe (Land/Region, Auszeichnungen, Verkäufe, Quellen) | Gold  | Platin | Verkäufe | Quellen           |
| -------------------------------------------------------------------------------------------- | ----- | ------ | -------- | ----------------- |
| Deutschland (BVMI)                                                                           | Gold1 | —      | 150.000  | musikindustrie.de |
| Insgesamt                                                                                    | Gold1 | —      |          |                   |